# Mustafa Amini
Pour les articles homonymes, voir Amini.
Mustafa Amini est un footballeur international australien d'origine afghane et nicaraguayenne, né le 20 avril 1993 à Sydney qui joue au poste de milieu offensif.

## Palmarès

### En club
- Central Coast Mariners
  - Champion d'Australie : 2012.

### International
- Australie
  - Finaliste de la Coupe d'Asie des moins de 19 ans : 2010.

## Statistiques
| Saison    | Club                   | Pays       | Championnat        | Coupes nationales | Coupes continentales  | Australie |
| --------- | ---------------------- | ---------- | ------------------ | ----------------- | --------------------- | --------- |
| 2010-2011 | Central Coast Mariners | A-League   | 20 matchs / 1 but  | 3 matchs          | -                     | -         |
| 2011-2012 | Central Coast Mariners | A-League   | 16 matchs / 2 buts | 2 matchs          | 4 matchs / 1 but (CL) | -         |
| 2012-2013 | Borussia Dortmund II   | 3.Liga     | 14 matchs          | -                 | -                     | -         |
| 2013-2014 | Borussia Dortmund II   | 3.Liga     | 15 matchs / 1 but  | -                 | -                     | -         |
| 2014-2015 | Borussia Dortmund II   | 3.Liga     | 28 matchs / 2 buts | -                 | -                     | -         |
| 2015-2016 | Randers FC             | SAS Ligaen | 29 matchs          | 3 matchs          | 4 matchs / 1 but (C3) | -         |
| 2016-2017 | AGF Århus              | SAS Ligaen | 26 matchs / 5 buts | 2 matchs          | -                     | 1 match   |

Dernière mise à jour le 28/03/2017